# Cleisostoma subulifolium
Cleisostoma subulifolium är en orkidéart som beskrevs av Leonid Vladimirovitj Averjanov och Averyanova. Cleisostoma subulifolium ingår i släktet Cleisostoma, och familjen orkidéer.
Artens utbredningsområde är Vietnam. Inga underarter finns listade i Catalogue of Life.